# 第100师团
第100师团（だいひゃくしだん）是大日本帝國陸軍师团之一。
基于1944年（1944年）5月制定的「十一号作战準備」（「準備」），以驻扎在菲律宾的4個独立混成旅团为基础改编而成的师团之一。

## 沿革
1944年6月，以驻扎在菲律宾棉兰老岛的独立混成第30旅团，依照在日本本土編成的部隊编制整编，編入第35軍。第100师团承继独立混成第30旅团的任務駐屯于达沃市。
1945年（昭和20年）4月17日，美军在棉兰老岛西海岸的哥打巴托登陆进攻帕劳。在美军优势兵力的压迫下，师团退守至帕劳西北山地，独立作战直至终战。在终战的电报8月18日到达惠普，第100师团于9月7日向美軍签字投降。

## 师团概要

### 歴代师团長
- 原田次郎 中将：1944年6月27日 -

### 最終司令部構成
- 参謀長：服部宗一大佐
  - 参謀：大野吉弘中佐
  - 参謀：大和田浩少佐
- 高級副官：小川久吉少佐

### 最終所属部隊
- 步兵第75旅团（津）：河添連少将
  - 独立步兵第163大隊：志鶴林藏大佐
  - 独立步兵第164大隊：田中德实中佐
  - 独立步兵第165大隊：多賀宽助中佐
  - 独立步兵第166大隊：内匠丰中佐
  - 步兵第75旅团通信隊：池田彰郎中尉
  - 步兵第75旅团作業隊：高田敬三大尉
- 步兵第76旅团（静岡）：栃木功少将
  - 独立步兵第167大隊：吉山德雄中佐
  - 独立步兵第168大隊：片桐广一大佐
  - 独立步兵第352大隊：竹下兼雄少佐
  - 独立步兵第353大隊：山田藤荣少佐
  - 步兵第76旅团通信隊：
- 第100师团作業隊：
- 第100师团火炮隊：中井一雄少佐
- 第100师团工兵隊：白井茂中佐
- 第100师团通信隊：猪濑德大尉
- 第100师团輜重隊：中溝利雄少佐
- 第100师团野战医院：清水清少佐
- 第100师团病馬廠：稻川善夫大尉
- 第100师团防疫給水部：伊藤武男少佐